# Mali Banovac
Mali Banovac is een plaats in de gemeente Pakrac in de Kroatische provincie Požega-Slavonië. De plaats telt 22 inwoners (2001).